# Mozilla Calendar
Das Mozilla Calendar war ein Mozilla-Software-Projekt, das die Entwicklung der Kalendersoftware Mozilla Sunbird und der Thunderbird-Erweiterung Lightning vorantrieb. Sunbird und Lightning sind freie Software und stehen unter der Mozilla tri-Lizenz: der Mozilla Public License, der GNU General Public License und der GNU Lesser General Public License.

## Geschichte

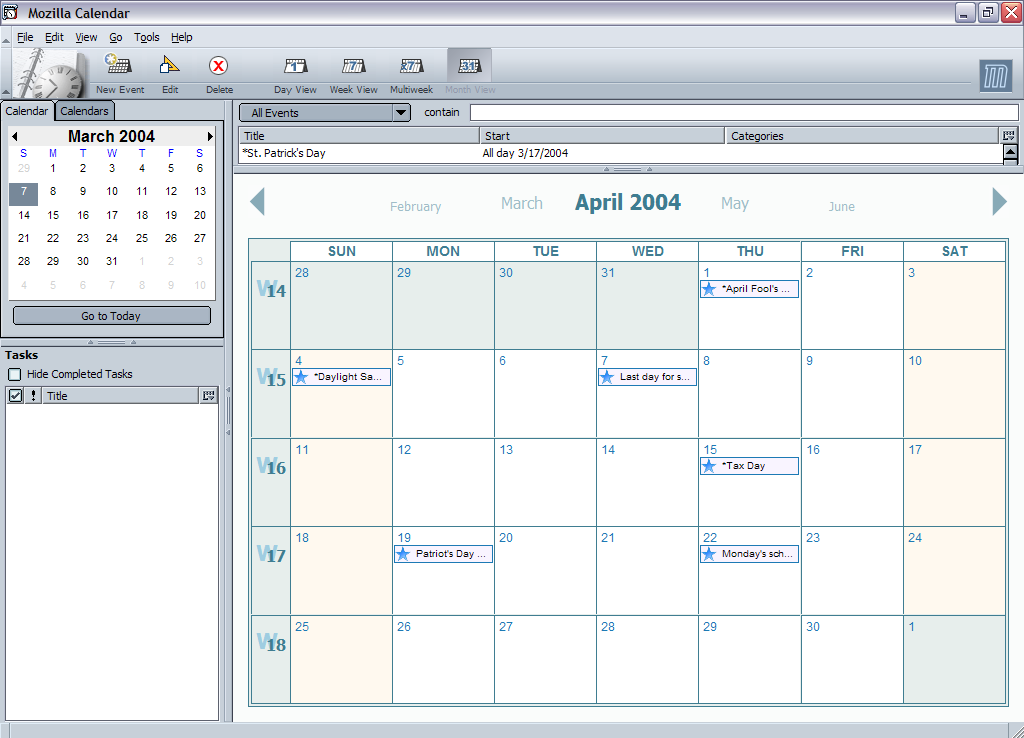
Ein Screenshot von Mozilla Calendar unter Windows XP

Das Projekt begann als Erweiterung für die Mozilla Projekte unter dem Namen Mozilla Calendar mit einer Kalenderanwendung mit integriertem Personal Information Manager, die auf dem offenen iCalendar Standard basierte. Ursprünglich wurde die Software als Teil der Mozilla Suite entwickelt, dann aber von Mozilla Sunbird und Lightning ersetzt. Genauso wie die anderen Mozilla-Projekte war Mozilla Calendar plattformübergreifend und benutzte die XUL-Sprache für die Benutzeroberfläche. Das Programm lief unter Windows, Linux, macOS und FreeBSD.
Das Mozilla-Calendar-Projekt wurde im Oktober 2001 von der Mozilla Organization (der jetzigen Mozilla Foundation) angekündigt. Der ursprüngliche Programmcode des Mozilla Calendar wurde von OEone gespendet (jetzt Axentra), welche es für das hauseigene Mozilla-basierte Desktopsystem entwickelt haben. Das Projekt wurde anfänglich vom OEone-Mitarbeiter Mike Potter geleitet. Kurze Zeit später mussten Mike Potter und sein Team die Entwicklung aufgeben, da andere Projekte Vorrang hatten. So wurde Mostafa Hosseini zum neuen Projektleiter.
Der Anfangsplan für Mozilla Calendar war, es eventuell in die Mozilla Application Suite neben den anderen Komponenten zu integrieren. Allerdings wurde der Plan aufgegeben, als Mozilla entschied, sich auf die werdenden Standalone-Programme anstelle der integrierten Suite zu konzentrieren.
Mozilla Calendar konnte als Komponente der Mozilla Application Suite installiert werden oder als eine Erweiterung in dem Mozilla-Firefox-Browser oder dem Mozilla-Thunderbird-Mail-Klient. Diese Erweiterung wurde aber vom Lightning-Projekt ersetzt, einem Projekt mit denselben Funktionen und Zielen, aber einer deutlich besseren Integration in Thunderbird.